# Resolució 1960 del Consell de Seguretat de les Nacions Unides
La Resolució 1960 del Consell de Seguretat de les Nacions Unides fou adoptada per unanimitat el 16 de desembre de 2010. Després de recordar les resolucions 1325 (2000), 1612 (2005), 1674 (2006),  1888 (2009), 1820 (2008), 1889 (2009) i 1894 (2009), el Consell va demanar informació sobre parts sospitoses de patrons de violència sexual durant conflictes armats per posar-lo a la seva disposició.
La resolució va ser patrocinada per 60 països. La seva adopció va ser elogiada per Human Rights Watch, que la va anomenar "un pas tremend per acabar amb aquesta horrible pràctica".

## Observacions
En el preàmbul de la resolució, el Consell va expressar la seva preocupació pel lent avanç en la qüestió de la violència sexual en el conflicte armat, especialment contra dones i nens. A més, malgrat les crides a totes les parts implicades en conflicte i la condemna, aquests actes continuen ocorrent. Recordava a tots els estats que complissin amb el dret internacional i que els líders demostressin el seu compromís amb prevenir la violència sexual, combatre la impunitat i defensar la responsabilitat, ja que la inacció enviarà el missatge equivocat. Els autors de crims de guerra i genocidi havien de ser processats, destacant la responsabilitat primordial dels estats de respectar i garantir drets humans de les persones del seu territori.
La resolució va assenyalar que posar fi a la impunitat era essencial si una societat es volia recuperar dels conflictes i, en aquest sentit, calia tenir un millor accés a l'assistència sanitària, el suport psicosocial, l'assistència legal i les necessitats de les persones amb discapacitat. El Consell recorda el nombre d'infraccions sexuals a l'Estatut de Roma. Va donar la benvinguda als intents d'abordar el problema en les missions de manteniment de la pau, inclosa la lluita contra la violència sexual i la promoció del paper de la dona en funcions civils i militars.

## Actes
El Consell va condemnar l'ús generalitzat i sistemàtic de l'abús sexual contra la població civil en situacions de conflicte armat i que prendre mesures per lluitar contribuiria al manteniment de la pau i la seguretat internacionals. Va demanar acabar amb tots els actes de violència sexual. Es va demanar al Secretari General de les Nacions Unides que inclogués informació sobre parts sospitoses que eren responsables dels actes de violació o d'altres actes de violència sexual, que el Consell utilitzaria per participar les parts o actuï contra elles. La llista es farà pública.
La resolució va demanar a les parts en conflictes armats que es comprometessin contra l'ús de la violència sexual i investigacions sobre presumptes abusos, a les quals se li va demanar al Secretari General que les vigilés. El Consell va manifestar la seva intenció de designar criteris relatius als actes de violació i altres formes de violència sexual al revisar o adoptar sancions. Mentrestant, es va instruir al Secretari General que dissenyés acords de seguiment, anàlisi i presentació d'informes sobre la violència sexual relacionada amb conflictes, tot garantint una transparència total.
El Consell de Seguretat va elogiar el treball d'assessors de gènere i esperava amb interès el nomenament d'assessors de protecció de dones en missions de manteniment de la pau. Es va encoratjar als Estats a que utilitzessin materials de formació basats en escenaris proporcionats pel secretari general abans del desplegament d'operacions de manteniment de la pau, i el Consell es va comprometre a prestar atenció a la violència sexual en renovacions i autoritzacions del mandat internacional. A més, es va demanar als Estats que implementessin un nombre més gran de policies i personal militar femení en operacions de manteniment de la pau.
Finalment, es va demanar al Secretari General que reforci la política de tolerància zero en l'explotació sexual i informa periòdicament al Consell sobre els avenços en l'aplicació de la resolució actual.